# Incidente di Namamugi
L'incidente di Namamugi (生麦事件?, Namamugi-jiken, a volte chiamato incidente di Kanagawa o anche Richardson Affair) fu un incidente diplomatico avvenuto il 14 settembre 1862 a Namamugi (vicino Kanagawa) in Giappone, che vide coinvolti un gruppo di quattro britannici e la scorta di Shimazu Hisamitsu, padre e reggente del daimyō di Satsuma Shimazu Tadayoshi.

## Eventi

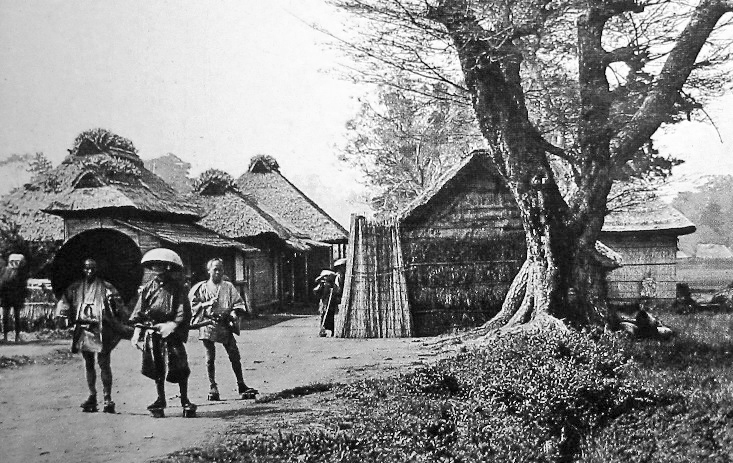
Entrata del villaggio di Namamugi nel 1862

L'incidente coinvolse un gruppo di quattro inglesi tra cui il mercante di Shanghai Charles Lennox Richardson, Woodthorpe Charles Clark e William Marshall (due mercanti residenti a Yokohama) e Margaret Watson Borradaile. Il gruppo stava percorrendo la strada Tōkaidō per una gita al tempio Kawasaki Daishi. Il gruppo era partito dal porto di Yokohama alle 14.30 e tramite una nave aveva oltrepassato la baia e raggiunto Kanazawa, dove montarono sui cavalli per proseguire il viaggio.
Passando per il villaggio di Namamugi incrociarono Shimazu Hisamitsu, padre e reggente del daimyō di Satsuma Shimazu Tadayoshi, e il suo seguito di dignitari e funzionari. Quando gli inglesi arrivarono al cospetto del nobile samurai ignorarono gli inviti dei funzionari di scendere da cavallo e porgere rispetto, forti del fatto che in virtù del trattato di amicizia e commercio anglo-giapponese godevano del diritto di extraterritorialità e non erano tenuti al rispetto della legge giapponese. Le guardie del corpo di Shimazu ritennero offensivo il loro comportamento ed aggredirono gli inglesi ferendoli seriamente; Clark e Marshall tuttavia riuscirono a dileguarsi mentre Richardson, già moribondo, cadde dal cavallo e ricevette il colpo di grazia per ordine dello stesso Shimazu. La signora Borrodaile in quanto donna non fu toccata.
Quando la notizia del fatto si diffuse lo zio di Richardson non si disse sorpreso dell'accaduto, mentre il diplomatico Frederick Wright-Bruce affermò che Richardson era sempre stato un avventuriero di carattere arrogante.

## Conseguenze
L'incidente diffuse il panico tra tutti gli stranieri residenti in Giappone, e da più parti i commercianti internazionali richiesero ai loro governi di agire drasticamente nei confronti dei giapponesi. Nel marzo 1863 l'imperatore Kōmei, noto per la sua xenofobia, aggravò la situazione proclamando un editto in cui invitava i giapponesi ad espellere tutti i "barbari" presenti sul territorio.
I britannici si affrettarono a chiedere un risarcimento di 100.000 sterline al bakufu (il governo dello shōgun) e di 25.000 sterline ai feudatari Satsuma, la prima richiesta venne accolta prontamente ma la seconda no. Dopo diversi negoziati i britannici ricorsero alla forza e nell'agosto 1863 la Royal Navy guidata da Augustus Leopold Kuper bombardò Kagoshima. Alla fine i Satsuma accettarono di pagare il risarcimento ma non di condannare e giustiziare i colpevoli, che rimasero impuniti. Addirittura uno di essi (Kuroda Kiyotaka) in seguito diventerà un alto funzionario del governo imperiale.
Shimazu Hisamitsu successivamente fu promosso duca mentre Kuper ricevette l'Ordine del Bagno nel 1864.

## Nella cultura di massa
Il romanzo Gai-Jin di James Clavell inizia proprio con l'incidente di Namamugi, che rappresenta il motore e punto di partenza di tutta la vicenda.